# Кауп (фестиваль)
Фестиваль исторической реконструкции «Кауп» — международный фестиваль исторической реконструкции в Калининградской области. Проводится c 2006 года в Зеленоградске (либо в посёлке Моховое) при поддержке Администрации Зеленоградского района Калининградской области. Название фестивалю дало поселение викингов, возникшее здесь около 800 года н. э. и просуществовавшее до начала XI века.
Во время фестиваля проводится реконструкция сражения дружины города Кауп со скандинавскими викингами, военные состязания; демонстрируются ремесленные мастерские эпохи викингов. Турнир дружин — одно из ключевых мероприятий фестиваля, на котором соревнуются дружины из разных городов за право называться самой сильной дружиной фестиваля «Кауп».
Кауп — Калининградский фестиваль, ориентированный на семейный отдых. Программа фестиваля включает в себя мероприятия для всех возрастов. Археологические раскопки, детский городок, контактный зоопарк, танцы, огненное шоу, концерты, конкурсы, розыгрыши, хороводы, разминочные бои викингов, индивидуальные турниры викингов, школа воинов-викингов для детей, турниры лучников, мастер-класс по стрельбе из лука, мастер-класс по средневековым костюмам, массовые сражения викингов, интерактивное шоу для детей, улица ремесленников, битва за флаги, конное шоу, штурм крепости, шоу амазонок, — это краткий список того, что представлено на фестивале. Миссия фестиваля — популяризация истории. Слоган -«Викинги идут».
Также гостям фестиваля предоставлена возможность отдыха в организованном кемпинге.
В 2015 году Калининградская область подала заявку на включение ряда мероприятий в «Национальный календарь событий» и Кауп оказался среди десяти событий, привлекательных для отечественных и зарубежных туристов, как проект, который реализуется уже несколько лет подряд и является по-настоящему популярным среди жителей и гостей Балтийского региона. Проект «Национальный календарь событий» реализует Федеральное агентство по туризму в рамках новой комплексной стратегии продвижения российского туристского продукта «Время отдыхать в России» на внутреннем и международном рынке.
В 2016 году вышла книга об эпохе викингов «Люди Юго-Восточной Балтики в эпоху викингов». Книга доступна на сайте Балтийского федерального университета имени Иммануила Канта по ссылке:
книга 

## Хронология фестиваля

### 2006 год
Фестиваль проводился рядом с археологическим памятником Кауп в п. Моховое. На тот момент это был первый фестиваль раннего средневековья в Калининградской области.

### 2007 год
Фестиваль в парке г. Зеленоградска в рамках международного проекта007/140 — 475 «Территория заливов: культурные и исторические перекрестки народов юго-восточной Балтики», который реализовался при финансовой поддержке Европейского Союза в рамках Программы Соседства Литва-Польша- Калининградская область Российской Федерации.

### 2008 год
Фестиваль в парке г. Зеленоградска.

### 2009 год
IV международный фестиваль исторической реконструкции Древней Пруссии Эпохи Викингов «Кауп» проводился 17-19 июля 2010 года при поддержке международного проекта 2007/140-475 «Перекрестки — Территория заливов: культурные и исторические перекрестки народов юго-восточной Балтики», который реализуется при финансовой поддержке Европейского Союза в рамках Программы Соседства Литва-Польша- Калининградская область Российской Федерации.
В 2010 году в связи с невозможностью проведения фестиваля на территории города Зеленоградска фестиваль проходил в 3 км от пос. Храброво Гурьевского района В фестивале приняли участие около 150 человек из России, Литвы и Польши.
В программе фестивале присутствовали традиционные для фестиваля турниры дружин, индивидуальные турниры. Впервые на фестивале были проведены мастер-классы по старинным средневековым ремёслам.

### 2010 год
V международный фестиваль исторической реконструкции Древней Пруссии Эпохи Викингов «Кауп» проходил на территории города Мамоново 16-18 июля 2010 года. В программу фестиваля входил турнир лучников, дружин, индивидуальные состязания, реконструкция средневековых танцев и ремёсел. В турнире участвовали дружины из России, Польши и Белоруссии, всего — около 150 человек.
Фестиваль организован Клубом исторической реконструкции «Кауп», администрацией Мамоновского городского округа, МАУК «Мамоновский городской музей», КМРОО «Традиционная группа „Говорящая вода“».

### 2013 год
Официальное название фестиваля в 2013 году — Международный фестиваль исторической реконструкции и музыки «Народы Балтии». В 2013 году фестиваль стал частью Международного проекта «Заливы как перекрестки туризма и взаимодействия народов Юго-Восточной Балтики: от истории к современности — ПЕРЕКРЕСТКИ 2.0». Проект реализован в рамках программы приграничного сотрудничества Европейского института соседства и партнерства Литва-Польша-Россия 2007—2013 гг. и софинансируется из средств Европейского союза.
Непосредственными организаторами фестиваля в 2013 году стали администрация муниципального образования «Зеленоградский район» и КМРОО «Традиционная группа „Говорящая вода“». В 2013 году фестиваль проводился на территории города Зеленоградска Калининградской области 13-14 июля 2013 г.
В фестивале приняли участие около 100 представителей клубов исторической реконструкции, ремесленники и музыкальные группы из России, Белоруссии , Польши, Латвии, Литвы и Швеции, за время проведения фестиваль посетило около 6000 зрителей. Зрители могли увидеть, как обрабатывался янтарь и
кости по старинным технологиям, изготавливались ювелирные изделия, как жили и устраивали свой быт викинги. В ходе фестиваля были продемонстрированы старинные ремёсла, быт и игры эпохи викингов, проведены мастер-классы по средневековым танцам и ярмарка средневековых товаров.
В ходе фестиваля был проведён турнир лучников, имитация абордажного боя на боевых ладьях, реконструкция сражения дружины Каупа со скандинавскими викингами, индивидуальный турнир участников. Кульминационным этапом турнирной части фестиваля стал штурм макета средневековой крепости.
В музыкальной части фестиваля приняли участие фолк-группа «Бергтора» (Россия, Санкт-Петербург), ансамбль старинной музыки «Irdorath» (Белоруссия), ансамбля старинной музыки «Sedula» (Литва), группа старинной музыки Laiva, Ore, Rodenpoys (Латвия).

### 2014 год
Также как в 2013, в 2014 году фестиваль «Кауп» был организован в рамках проекта «Перекрёстки 2.0» при софинансировании Европейского Союза.
Проведение фестиваля запланировано на 19-20 июля 2014 года на побережье Балтийского моря в городе Зеленоградске Калининградской области.

### 2015 год
В 2015 году фестиваль прошел в г. Пионерский, Калининградской области, 24,25,26 июля.

### 2016 год
В 2016 году фестиваль прошел в поселке Романово, Зеленоградского района, Калининградской области, 29, 30, 31 июля.

## Фото 2015 год

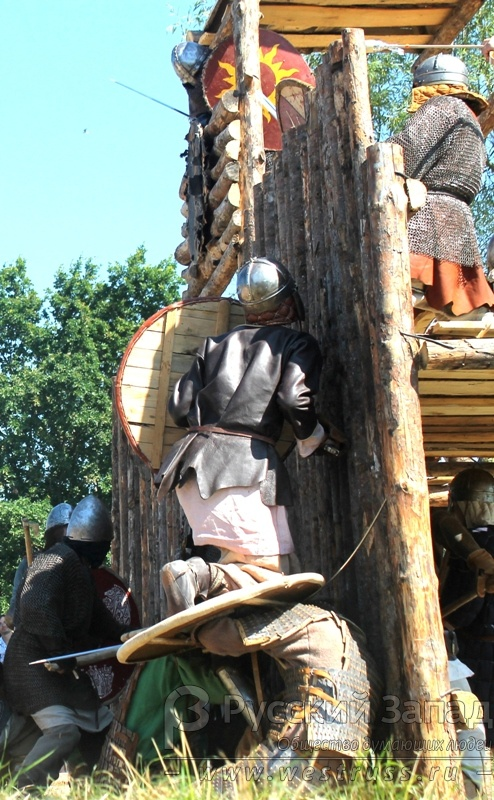
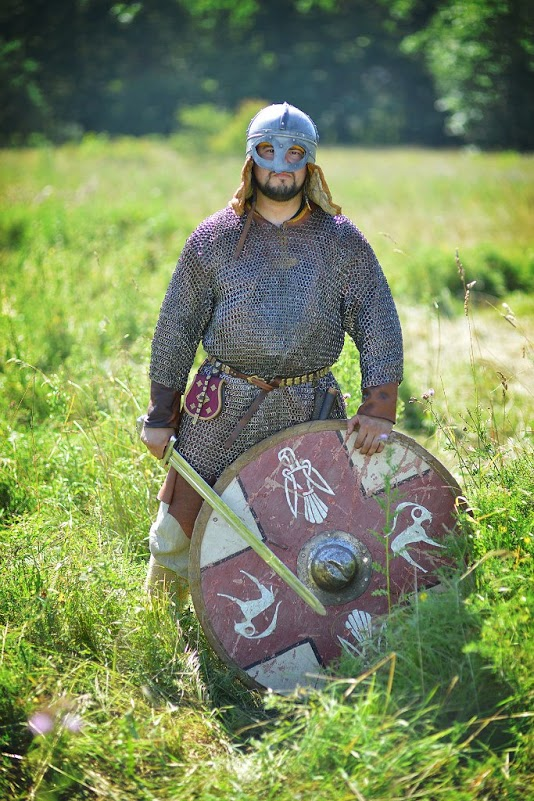
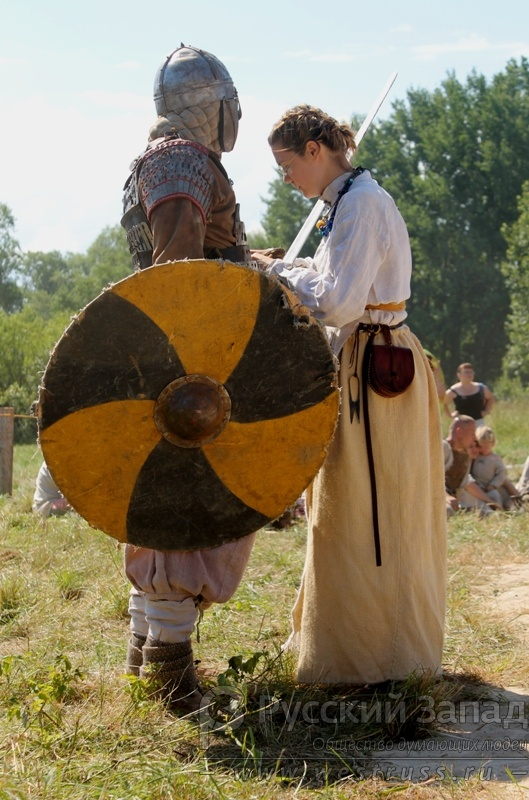
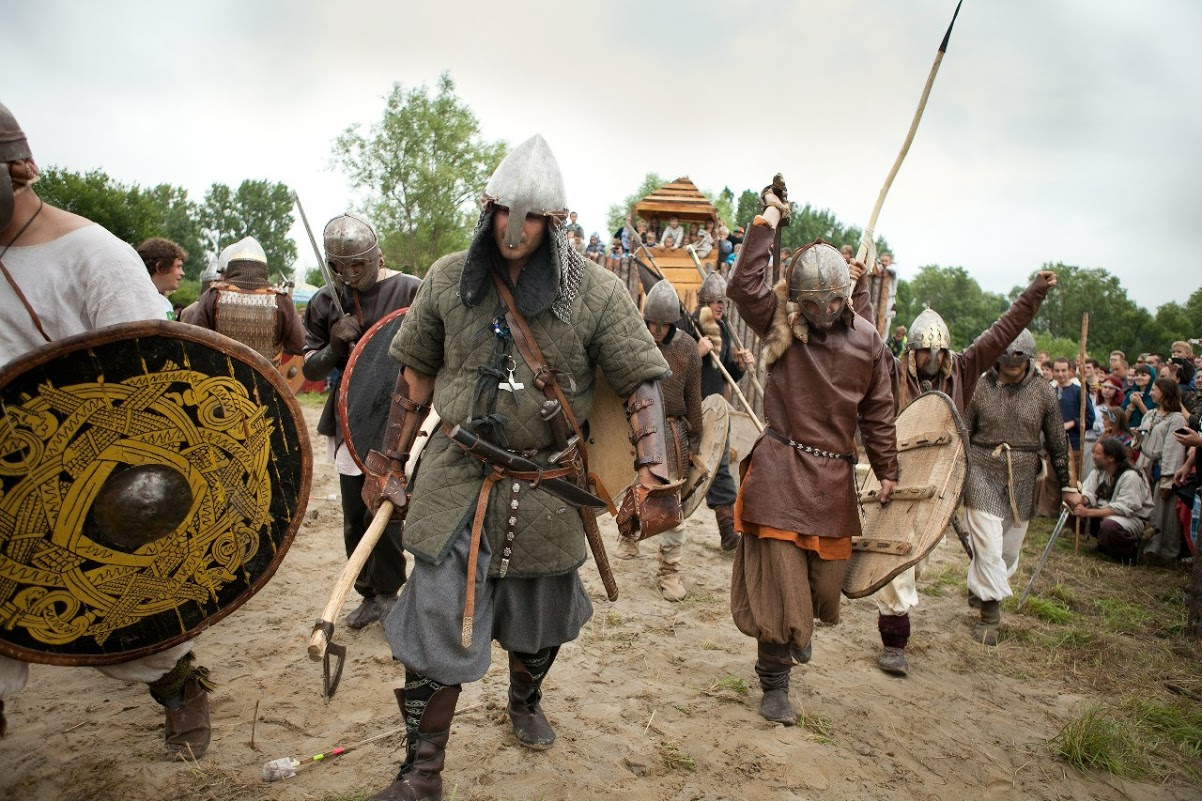
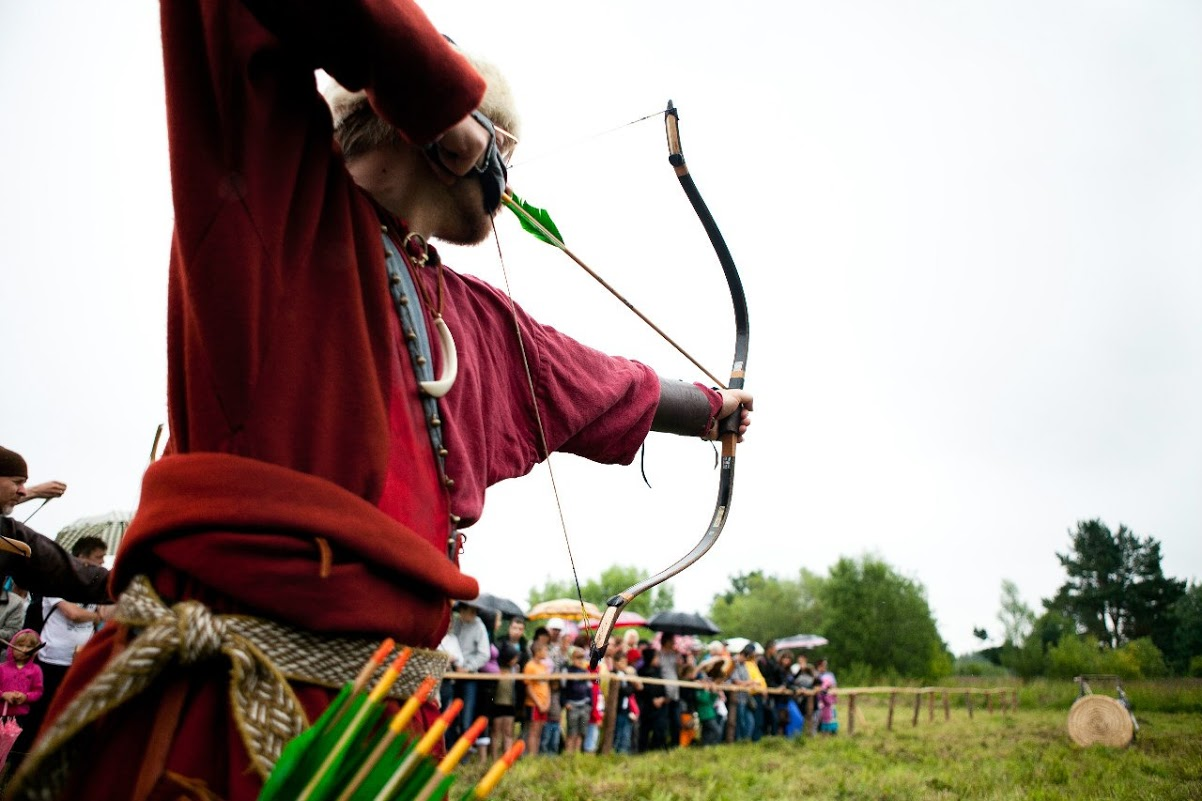
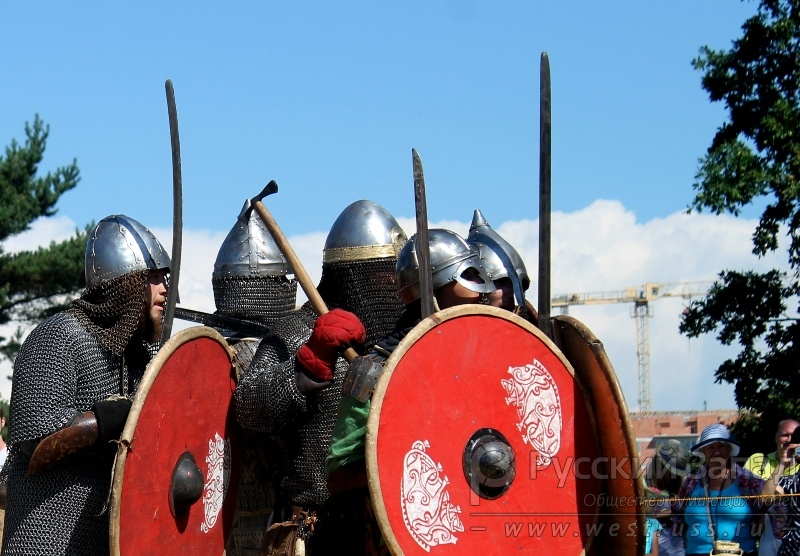
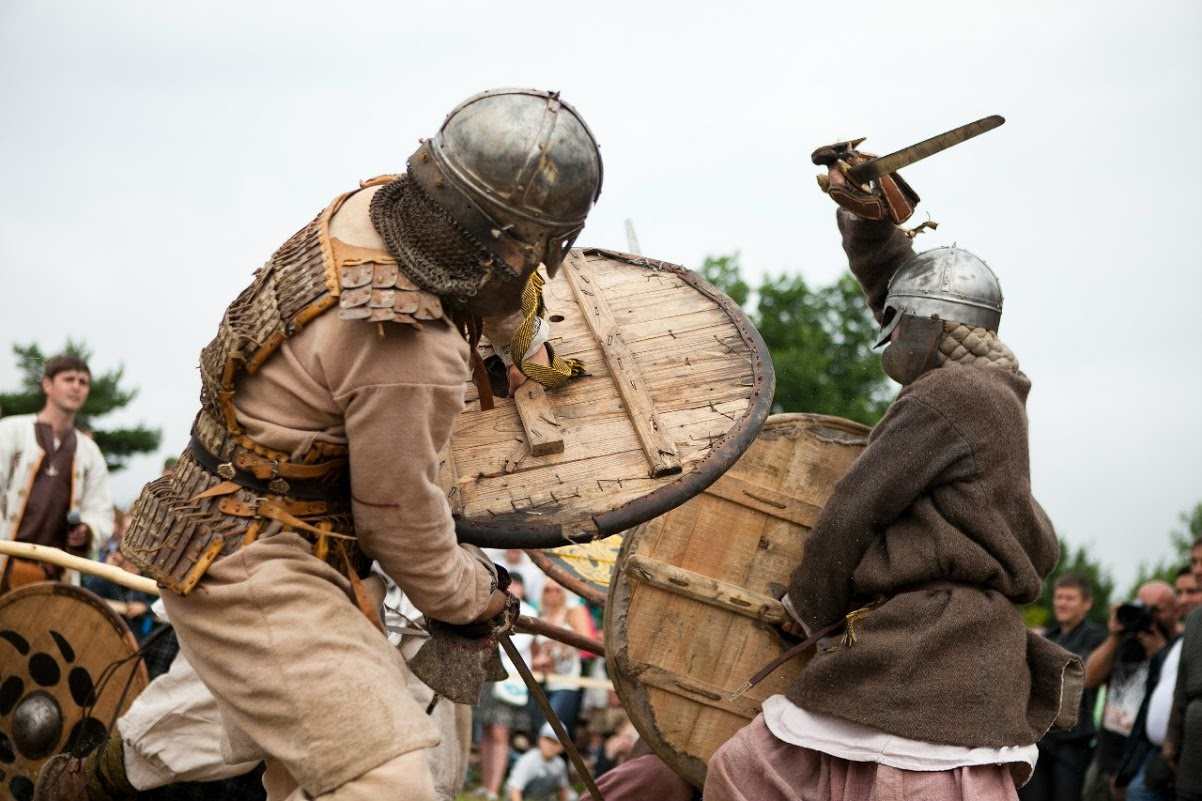
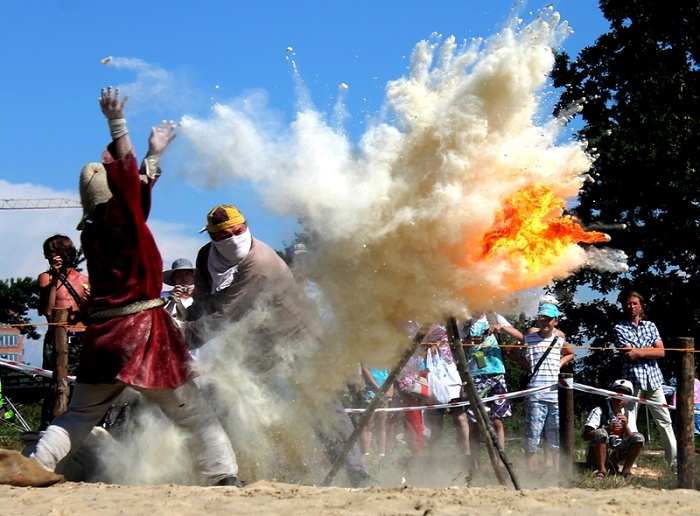
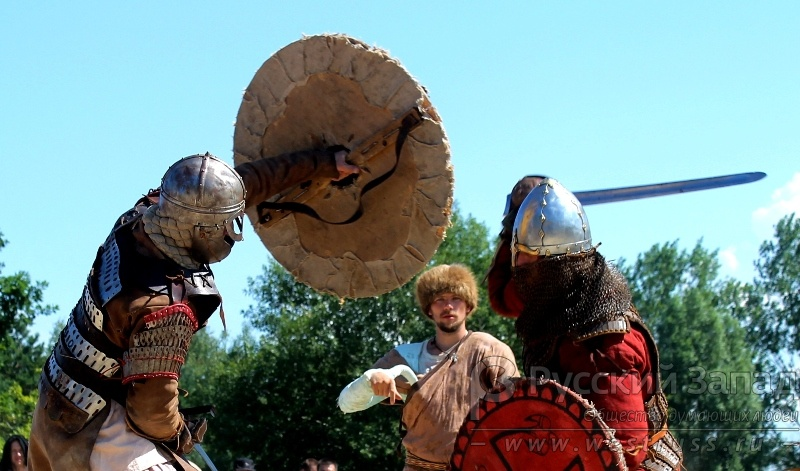

### Телевидение
- В Калининградской области реконструируют быт и битвы древних племён Архивная копия от 27 июля 2014 на Wayback Machine Первый канал, 25.07.2013 (проверено — 20.07.2014)
- В Калининграде прошел фестиваль народов Балтии Архивная копия от 27 июля 2014 на Wayback Machine Телеканал Звезда, 15.07.2013 (проверено — 20.07.2014)
- На берегу Балтики, как и тысячу лет назад, зрителей потчевали хлебом, зрелищем и музыкой ВГТРК Калининград, (проверено — 20.07.2014)

### Публикации
- Публикация на страницах Интернет-проекта «HistoriaVivens» (англ.)
- Публикация на страницах Балтийского Федерального университета имени Иммануила Канта Архивная копия от 28 июля 2014 на Wayback Machine
- Публикация на новостном портале г. Калининграда www.newkaliningrad.ru Архивная копия от 5 июля 2014 на Wayback Machine
- Публикация на официальном сайте администрации муниципального образования «Зеленоградский район» www.zelenogradsk.com Архивная копия от 28 июля 2014 на Wayback Machine